# Шабер (річка)
Шабер (рос. Шабер) — річка в Україні, у Звягельському районі Житомирської області. Права притока Немилянки, (басейн Прип'яті).

## Опис
Довжина річки приблизно 5,63 км, найкоротша відстань між витоком і гирлом — 4,64 км, коефіцієнт звивистості річки — 1,22 . Річка формується декількома безіменними притоками та загатами.

## Розташування
Бере початок у лісовому масиві на південно-західній стороні від села Білка. Тече переважно на південний захід через урочище Шабер понад присілком Кам'яного Броду і впадає у річку Немилянку, праву притоку Случі.
Ліва притока: річка Шабрик.

## Цікавий факт
- Від витоку річки на східній стороні на відстані приблизно 4,07 км проходить автошлях Т 0618 (автомобільний шлях територіального значення у Житомирській області, Залужне — Романів).